# Obermaßfeld-Grimmenthal
Obermaßfeld-Grimmenthal ist eine Gemeinde im Landkreis Schmalkalden-Meiningen im fränkisch geprägten Süden von Thüringen und Mitglied und Außenstelle der Verwaltung der Verwaltungsgemeinschaft Dolmar-Salzbrücke.

## Geografie
Obermaßfeld-Grimmenthal liegt im Werratal südöstlich von Meiningen. Der Ort und die heutige Gemeinde setzen sich zusammen aus dem früheren Wallfahrtsort Grimmenthal und dem davon westlich liegenden Ort Obermaßfeld.

## Geschichte
Erstmals wurde die Gemeinde im Jahr 837 als Mahesfeld erwähnt. In den Jahren 1600 bis 1612 wurde die heutige Kirche erbaut.
Der Ortsteil Grimmenthal (alter Name: Grinthal) war ausgangs des Mittelalters (seit 1498) ein Wallfahrtsort.
Ein früher dort stehendes Marienbild soll wundertätig gewesen sein. 1498 wurde eine Wallfahrtskapelle eingeweiht. Von den Einnahmen wurde beispielsweise die Obermaßfelder Werrabrücke gebaut. Der Wallfahrtsort fand mit der Reformation um 1536 sein Ende. Unmittelbar danach wurde ein Hospital für Arme geschaffen. Nach 1945 entstand daraus ein Feierabendheim, das bis 1990 bestand.
Grimmenthal war 1627 von Hexenverfolgung betroffen: Die Witwe Barbara Urff (Oerff) geriet in einen Hexenprozess und wurde enthauptet. 
In Obermaßfeld fanden 1602–1658 Hexenverfolgungen statt: Fünf Personen wurden angeklagt. Als erstes Opfer wurde 1602 die Stahlmart (Margaretha Stahl) hingerichtet. Von einem Prozess ist der Ausgang unbekannt.

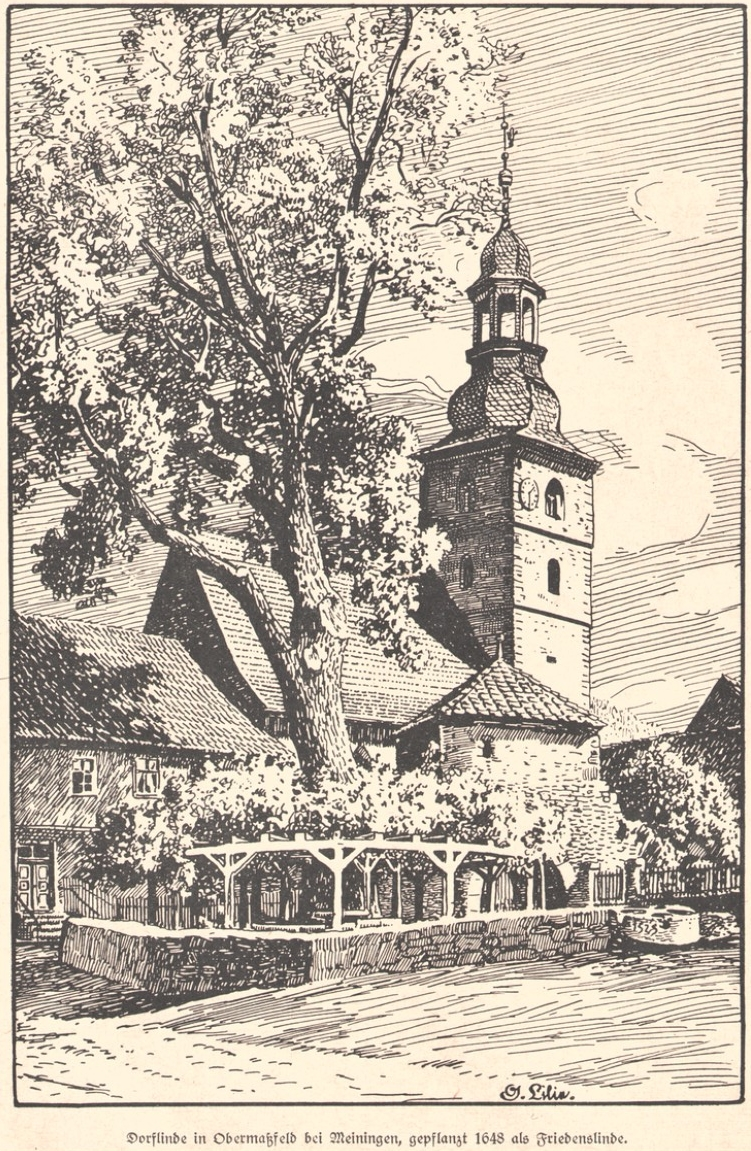
Kirche und „Friedenslinde“ (gepflanzt 1648) in Obermaßfeld
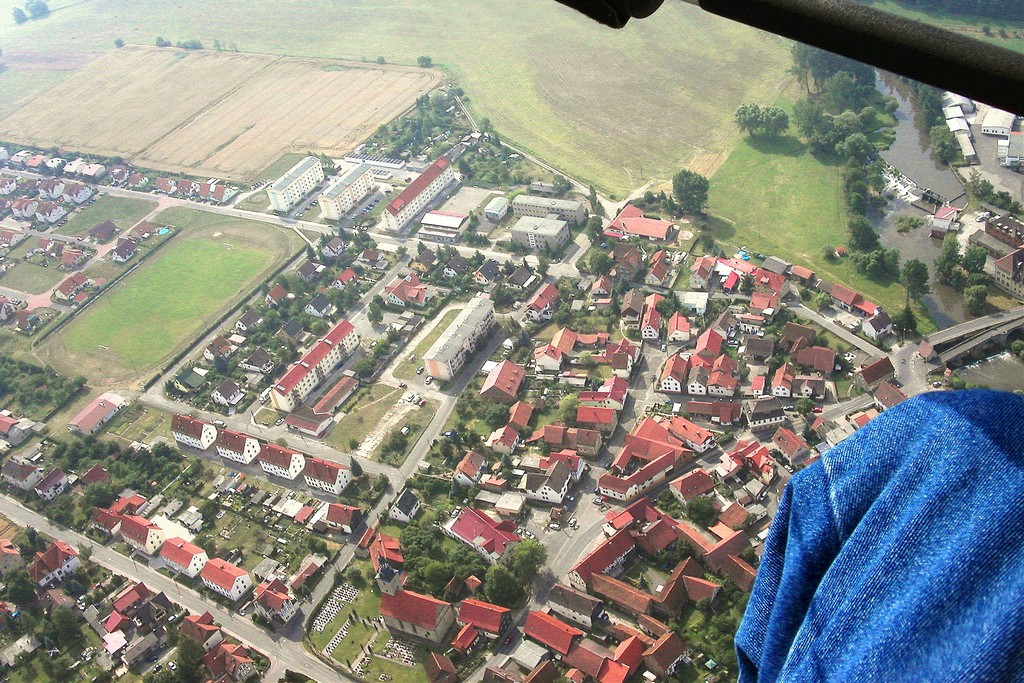
Luftaufnahme Obermaßfeld
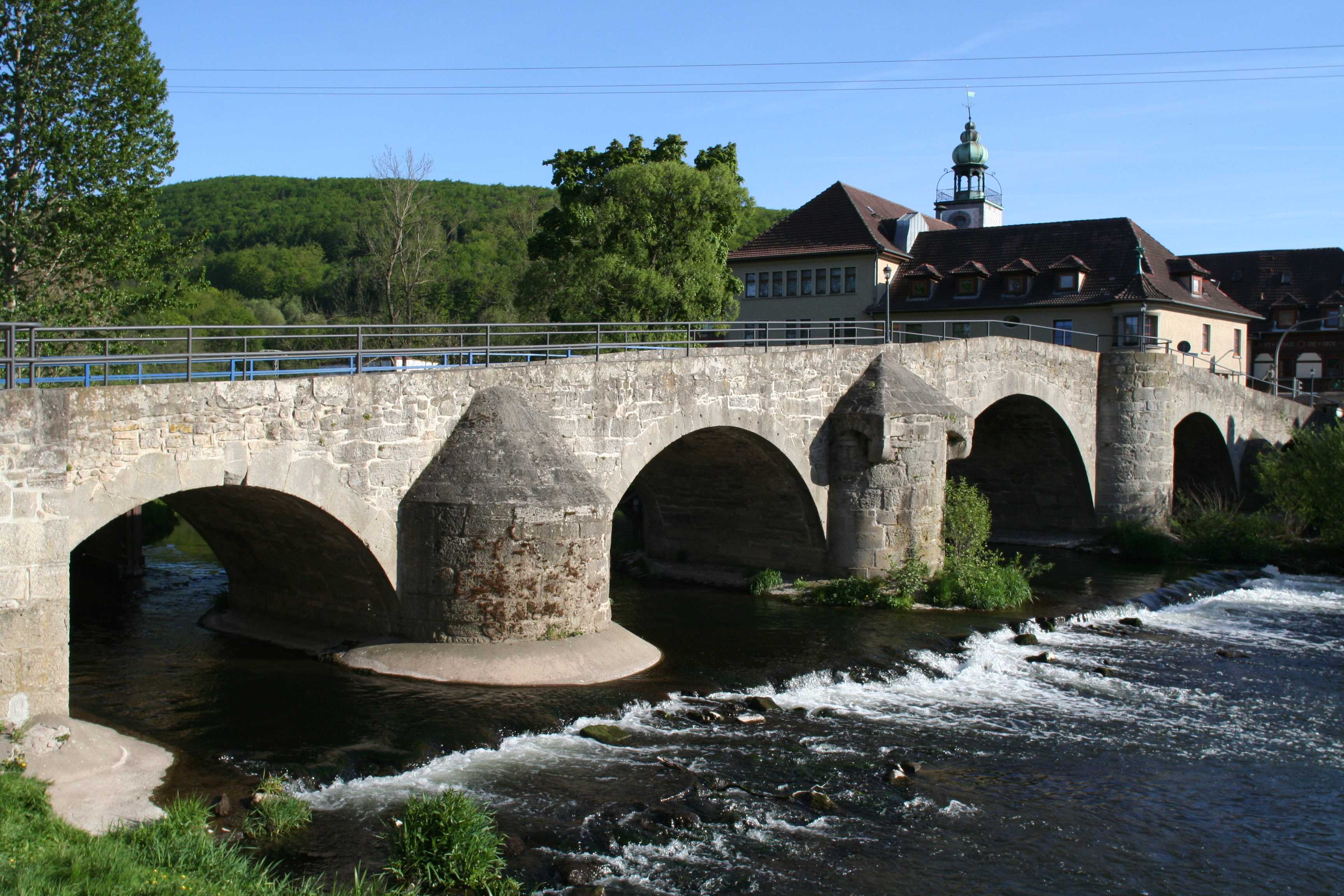
Werrabrücke von 1534

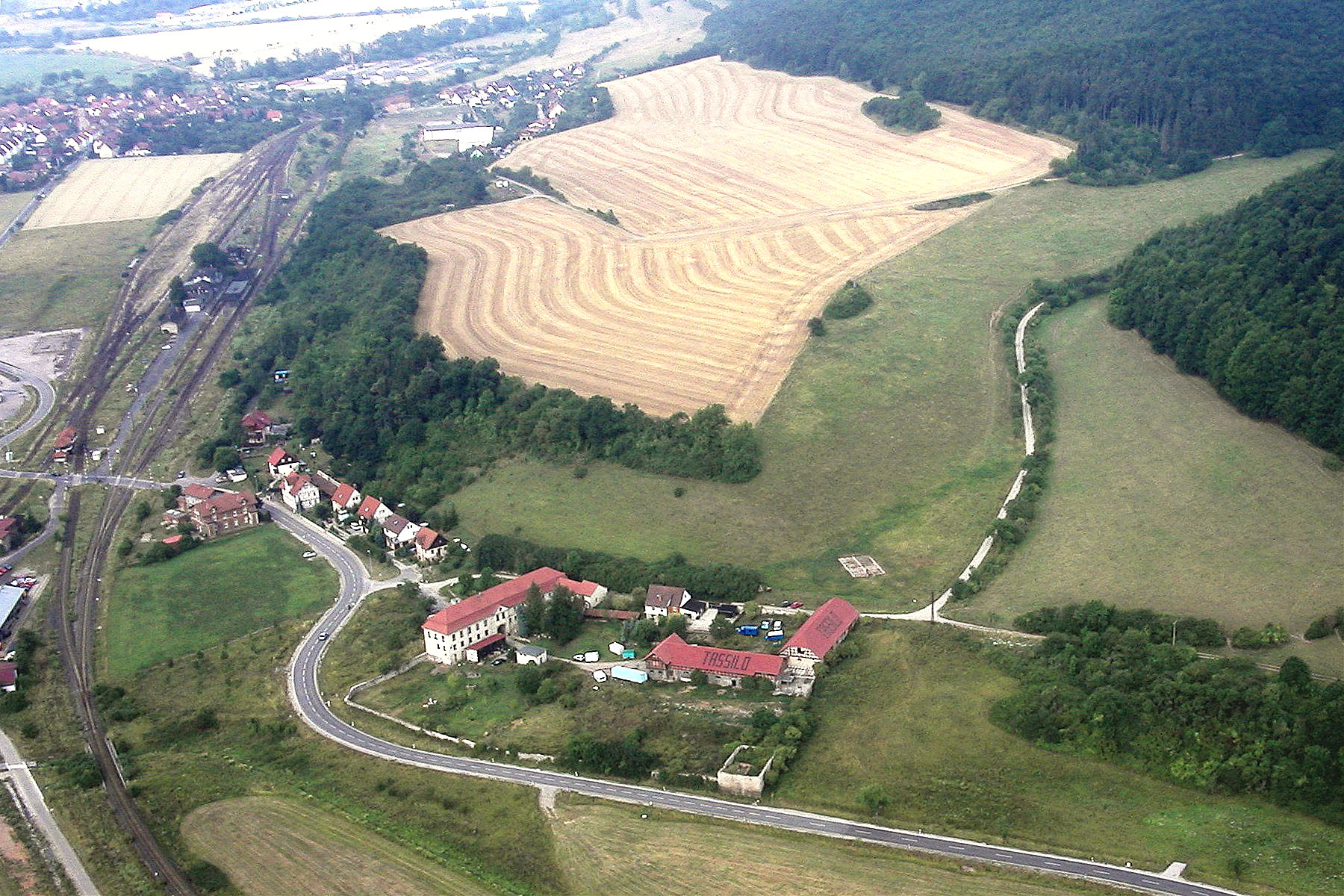
Ehemalige Wallfahrt und Bahnhof Grimmenthal
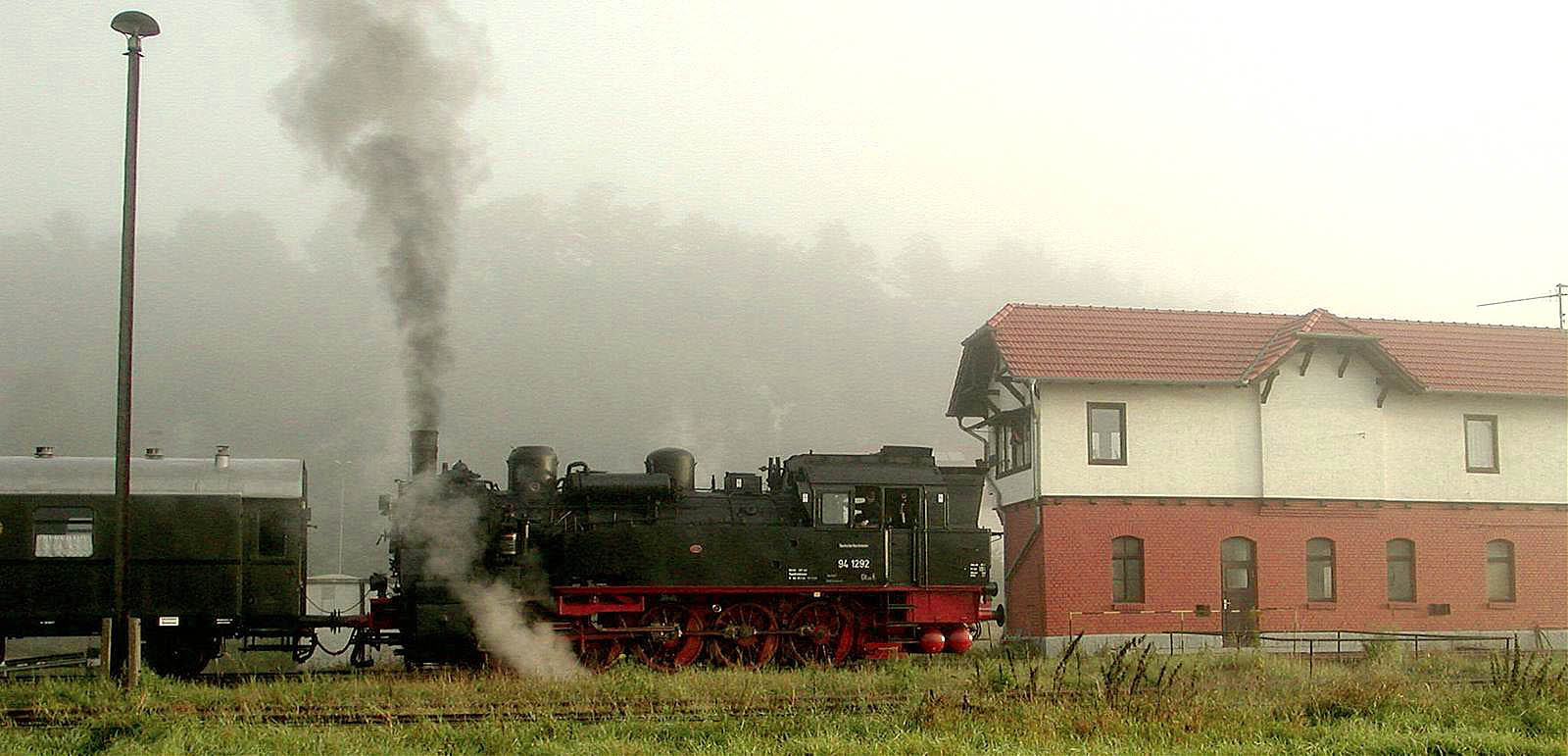
Dampflok im Morgennebel am Bahnhof Grimmenthal
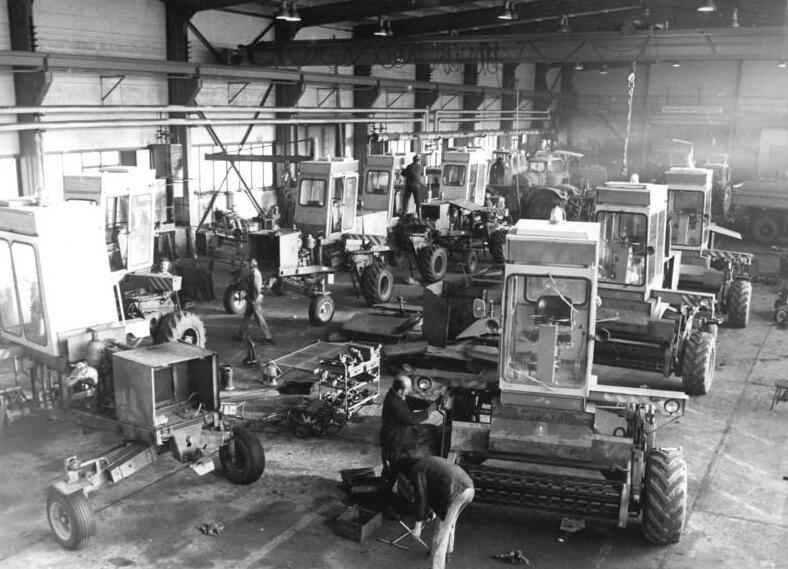
Blick in die Werkhalle der KfL (1980)

## Politik

### Gemeinderat
Der Gemeinderat aus Obermaßfeld-Grimmenthal setzt sich aus 12 Ratsfrauen und Ratsherren zusammen. Die letzte Gemeinderatswahl fand am 26. Mai 2024 statt und brachte folgende Ergebnisse:
- Bürgervertretung Obermaßfeld-Grimmenthal 39,5 % (5 Sitze)
- Freie Wähler 31,9 % (4 Sitze)
- FFW Obermaßfeld e. V. 16,9 % (2 Sitze)
- SC 1921 Obermaßfeld e. V. 8,3 % (1 Sitz)
- Obermaßfelder Schützenverein e. V. 1999 3,3 % (keinen Sitz)

### Bürgermeister
Am 26. September 2021 wurde der seit 2006 amtierende Martin Hoffmann mit 95,7 % zum Bürgermeister wiedergewählt. Die Wahlbeteiligung betrug 64,0 %.

## Verkehr
Grimmenthal liegt an der Werrabahn und an der Bahnstrecke Neudietendorf–Ritschenhausen. Der Bahnhof wird unter anderem durch den Mainfranken-Thüringen-Express bedient. Der nächstgelegene Autobahnanschluss ist die Anschlussstelle 22 „Meiningen-Süd“ der A 71 (ca. 1 km entfernt).
Der Freistaat Thüringen und der Landkreis investieren ca. 1,6 Millionen Euro in den Ausbau eines modernen Parkplatzes sowie einer neuen Bushaltestelle und eines WC in unmittelbarer Nähe zum Bahnhof Grimmenthal.